# Готична нотація
Готична нотація — система нотного запису, поширена в XIII ст. у східнонімецьких, а згодом — і у прилеглих слов'янських та угорських землях. Готична нотація фіксувала на 4–5-ти лініях кожний звук мелодії.

## Джерело
- Юрій Юцевич. Музика: словник-довідник. — Тернопіль, 2003. — 404 с. — ISBN 966-7924-10-6. (html-пошук по словнику, djvu)